# Вільям Ґрейс
Вільям Ґілберт Ґрейс (18 липня 1848, Бристоль, графство Ґлостершир, Англія — 1915, Моттінґем, графство Кент, Англія) — найвідоміший та найвизначніший гравець за всю історію крикету.

## Біографія

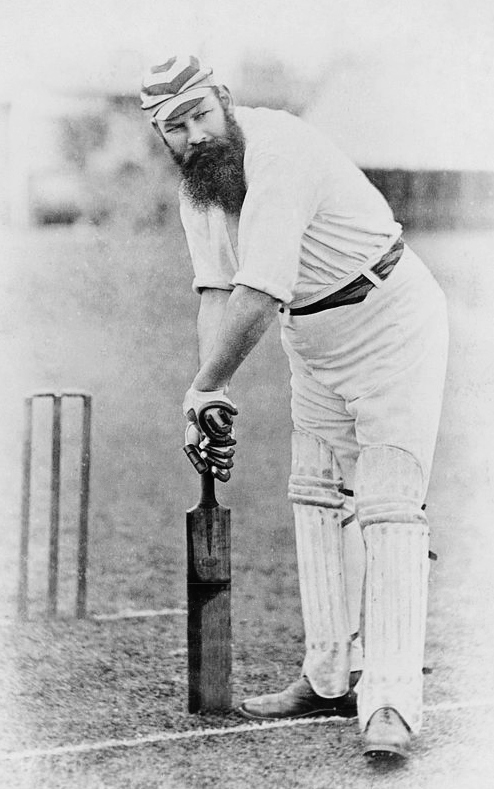
В. Ґ. Ґрейс, 1883. Популярність Ґрейса була такою великою, що квитки на матчі з його участю коштували майже удвоє дорожче, ніж будь-які інші.

Вільям Ґілберт Ґрейс і два його брати навчилися грати у крикет ще в ранньому дитинстві. Їхнім першим учителем була мама. Місіс Ґрейс була дуже гарним педагогом. Згодом усіх трьох братів взяли до основної крикетної команди графства Ґлостершир.
Ґрейс закінчив медичний факультет і одержав диплом лікаря, однак крикет лишався основним заняттям у його житті. Свій перший серйозний матч Ґрейс зіграв у 16 років і продовжував грати до 60. За цей час він впровадив нові стандарти буквально в кожному аспекті крикету. Неперевершено відбивав, і водночас гідно проявляв себе як подавач і польовий гравець.
За спортивну кар'єру Ґрейс 54 896 разів набирав очки (зокрема 126 разів робив понад сто перебіжок за інініг), взяв 2876 воріт і упіймав 877 м'ячів. Йому дійсно не було рівних на крикетному полі. У сезоні 1871 він робив у середньому 78 перебіжок за гру — вдвоє більше за показник другого найкращого гравця Англії. А в сезоні 1876 Ґрейс набрав для своєї команди 344 177[джерело?] очок і 318 разів не був виведений з гри у трьох поспіль інінгах у матчах першої ліги. Ґрейс був капітаном збірної графства Ґлостершир і не раз приводив свою команду до перемоги в чемпіонаті країни. 13 разів ставав капітаном англійської збірної в матчах проти Австралії.